# Žulová

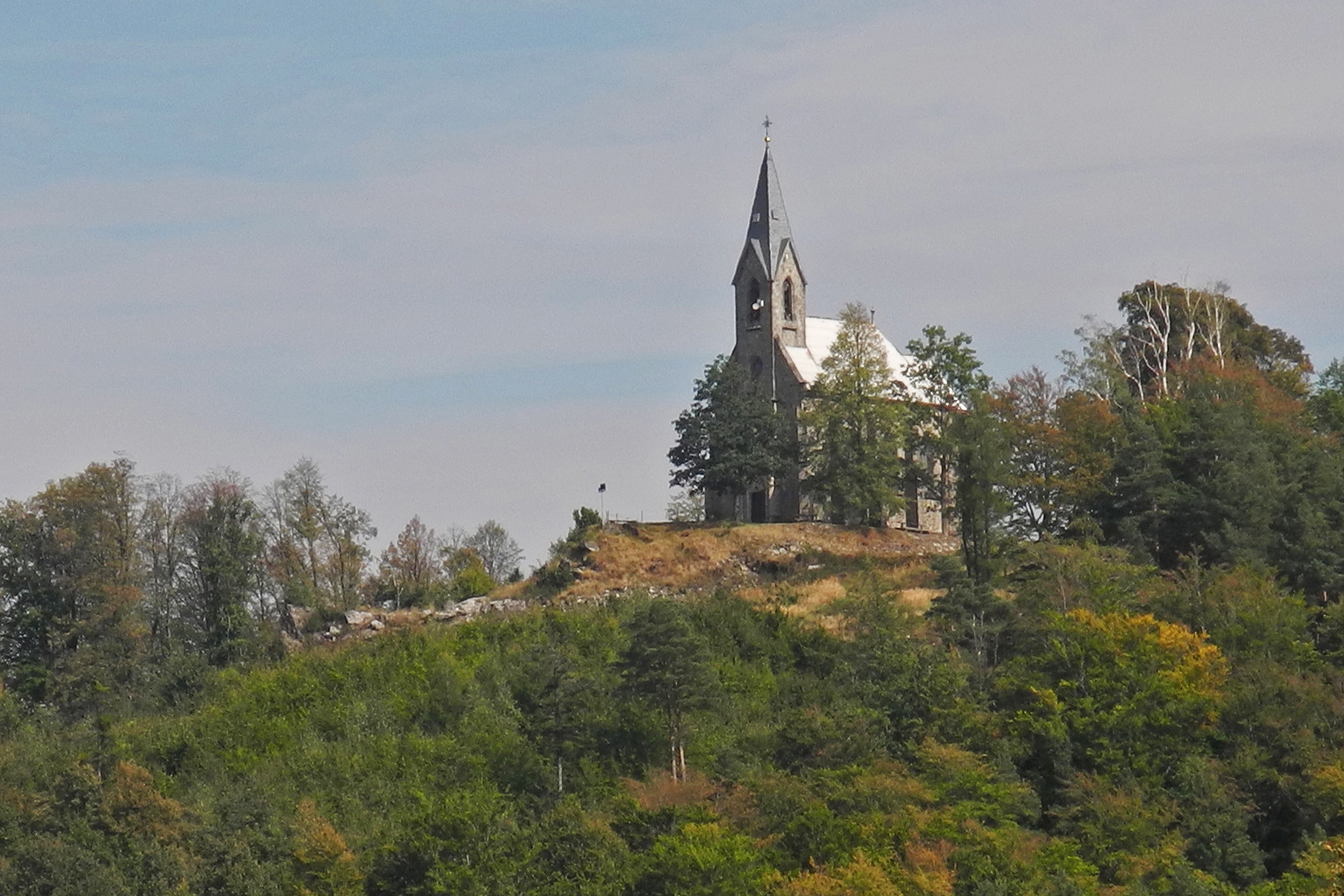
Gotthausberg mit der Wallfahrtskirche der Schmerzhaften Jungfrau Maria

Žulová, bis 1948 Frýdberk (deutsch Friedeberg), ist eine Stadt im  tschechischen Okres Jeseník (Bezirk Freiwaldau). Das Ortsbild wird durch die St. Josephskirche, welcher der Bergfried der alten Burg Frýdberk als Kirchturm dient, und den Gotthausberg mit der Wallfahrtskirche geprägt.

## Geographische Lage
Die Stadt liegt in den Sudeten, etwa zwölf Kilometer nordwestlich von Freiwaldau (Jeseník) und 81 Kilometer nördlich der Stadt Olmütz am Zusammenfluss des Stříbrný potok (Schlippwasser) mit der Vidnavka (Setzdorfer Wasser).  Nördlich der Stadt erhebt sich die Kaní hora (Hutberg, 476 m n.m.), im Nordosten der Borový vrch (Kienberg, 476 m n.m.), im Osten die Boží hora (Gotthausberg, 527 m n.m.), südwestlich der Hadí vrch (Salberg, 422 m n.m.) und im Nordwesten der Lánský vrch (Hubenberg, 422 m n.m.).

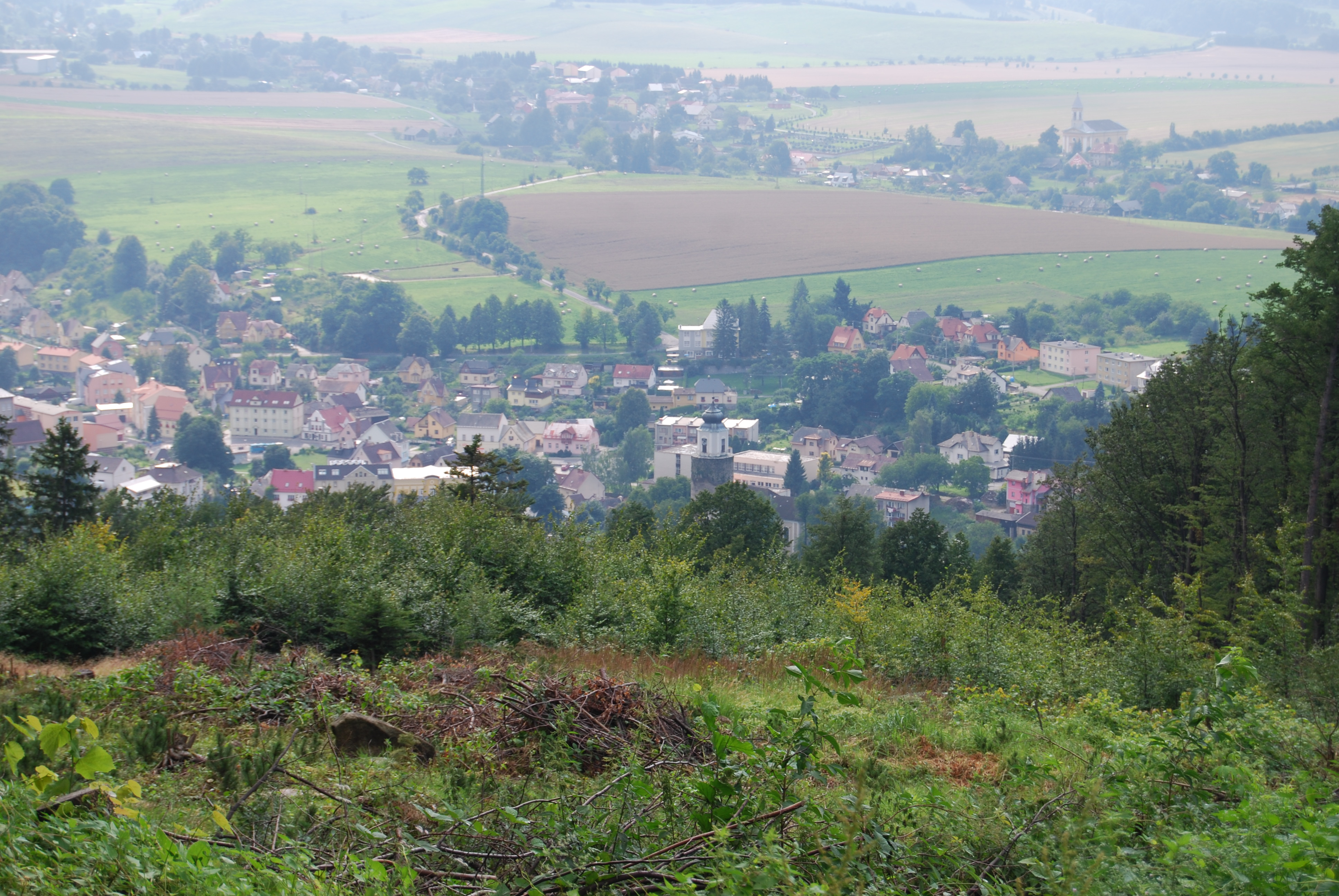
Blick vom Gotthausberg auf die Stadt

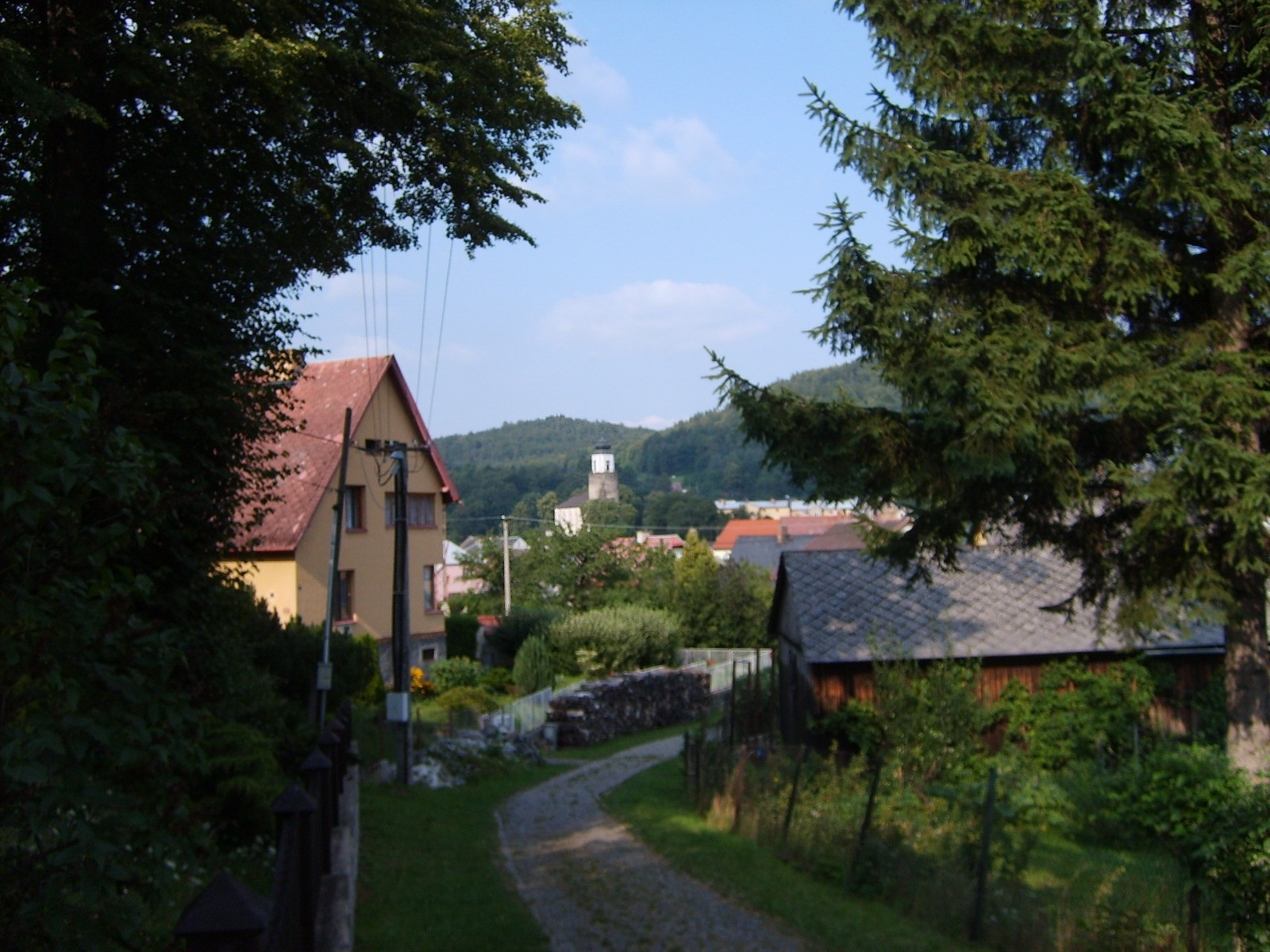
Stadtpanorama

## Geschichte
Die Burg Friedberg wurde 1290 durch Hanß von Wustehube errichtet. 1348 erwarb der Breslauer Bischof Preczlaw von Pogarell die Burg. Seit 1358 wurde die unterhalb des Burgberges entstandene Ansiedlung als Städtchen bezeichnet. 1428 besetzten die Hussiten Friedeberg. Im Dreißigjährigen Krieg eroberten 1639 schwedische und polnische Truppen die Burg. 1642 fielen die Schweden erneut in Friedeberg ein und plünderten die Stadt. 1704 wurde die Burgkapelle erneuert und eine Brauerei gegründet. Am 12. Januar 1793 bekam der Ort in Österreichisch-Schlesien offiziell das Stadtrecht verliehen. 1805 überließ der Koadjutor des Bistums Breslau Joseph Christian Fürst zu Hohenlohe-Bartenstein der Stadt die verfallene Burg zur Errichtung einer Kirche. Zwischen 1809 und 1810 wurde auf dem Burgberg die St. Josephskirche errichtet und der alte Bergfried zum Kirchturm umgenutzt. 1832 starben 50 Einwohner an der Cholera.
Überregional bekannt wurde Friedeberg durch den Friedeberger Granit, der in seiner Umgebung abgebaut wurde. Das Granitvorkommen um Friedeberg wird geologisch in drei Arten unterschieden: In den sogenannten Randgranit, in dem die Alkalifeldspäte überwiegen, in den Hauptgranit, der in etwa zur Hälfte aus Alkalifeld- und Plagioklasfeldspäten und in den Steinberggranit, der überwiegend aus Kalknatronfeldspäten besteht. Das letztgenannte Vorkommen reicht bis in die polnische Woiwodschaft Niederschlesien.

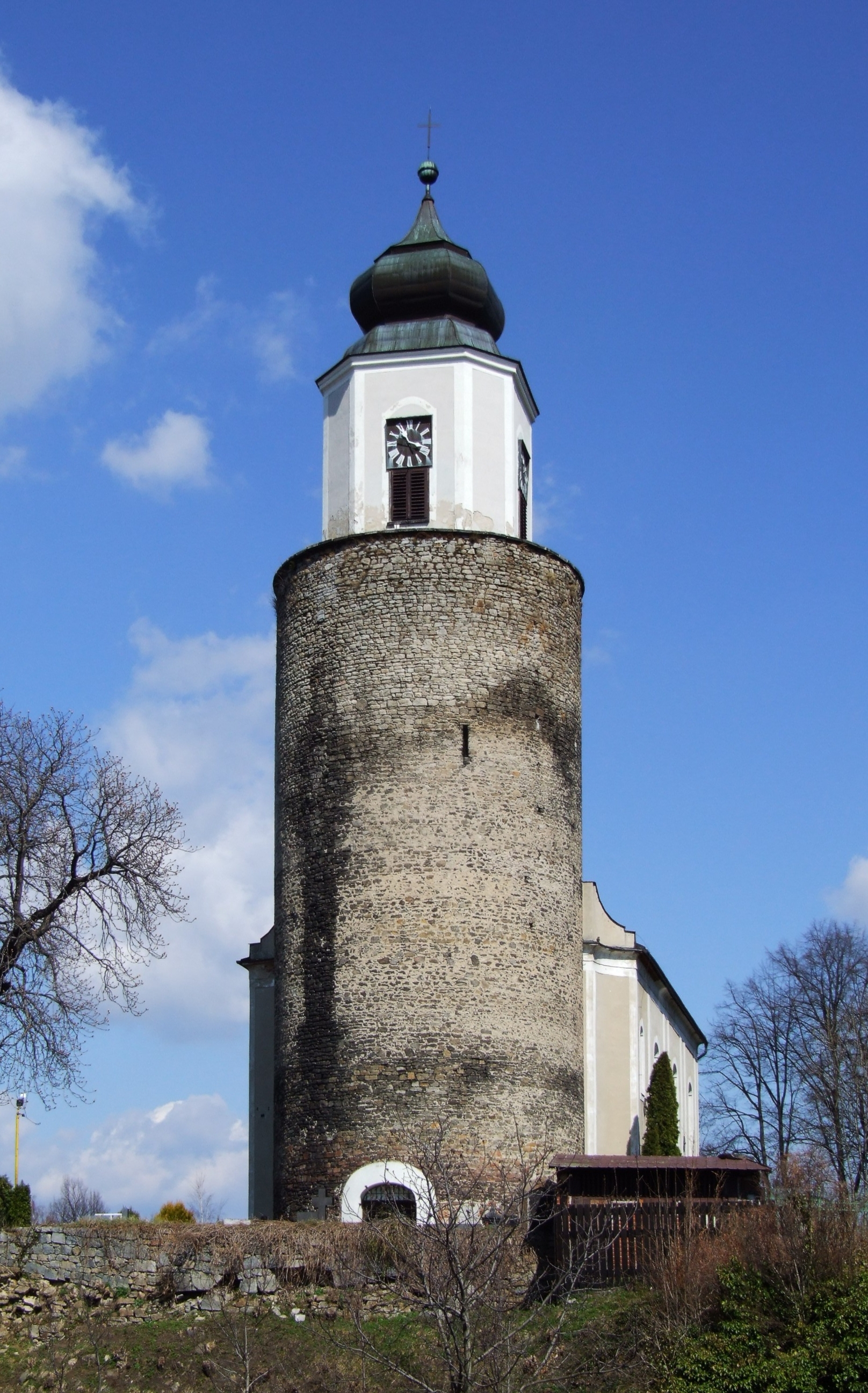
St.-Josephskirche

1840 gingen die ersten drei Steinmetzwerkstätten der Steinmetzmeister Schön, Thienel und Linke in Betrieb. 1878 machte die Firma Förster in Friedeberg den Kratzelsteinbruch im großen Stil zur Gewinnung des Friedeberger Granits auf und kurz darauf den Steinbruch am Hutberg für die Gewinnung des Hutbergdiorits. Bereits im Jahre 1886 wurde zur Ausbildung der nötigen Fachkräfte eine Staatsfachschule für die Steinbearbeitung, eine Steinmetzschule für die Granitbearbeitung, gegründet. Das dazugehörige Internat befand sich in den ersten Jahren in Černá Voda (Schwarzwasser). Im gleichen Jahr wurde ebenfalls eine Staatsfachschule für die Steinbearbeitung, für Marmor, in Supíkovice (Saubsdorf) gegründet. Damit war in der Region ein westschlesisches Zentrum für die Steinbearbeitung entstanden.

1882 wurde das erste Pflaster auf der Brandkoppe hergestellt, das für zusätzlichen Absatz von Granit und für einen wirtschaftlichen Aufschwung sorgte. 1896 nahm die Eisenbahn von Niederlindewiese nach Weidenau den Betrieb auf und in Friedeberg wurde der Bahnhof eingeweiht. Damit war eine Voraussetzung für den Export von Steinprodukten der sich entwickelnden Steinindustrie geschaffen, die für die gesamte Region von großer wirtschaftlicher Bedeutung war. Die Firma Hermann Franke-Prießnitz war die älteste Steinmetzfirma mit Hauptsitz in Friedeberg und beschäftigte in mehreren Steinwerken, auch an anderen Orten, sowie Steinbrüchen in Friedeberg zirka 500 Beschäftigte. Die Firmen Albert Förster, H. Kulka, Granitwerke F. Franke & Brüder und Josef Palous hatten Zweigbetriebe in Friedeberg. Die tschechische Fa. Novak & Jasef unterhielt ein Büro und einen Zweigbetrieb in Friedeberg sowie die tschechische Firma Petr Holec und die Fürsterzbischöfliche Kameraldirektion Jauernig hatten Steinbrüche in Ortsnähe. 1919 errichtete das Unternehmen H. Kulka eine 2,8 km lange private Zweigbahn nach Schwarzwasser, die später noch eine zweite Ladestelle (Haspelberk) erhielt. Nach dem Konkurs der Firma H. Kulka wurde die Zweigbahn der ČSD angeboten, die sie jedoch nicht übernahm. Im Verhältnis zu Černá Voda (Schwarzwasser) beherbergte Friedeberg weniger Steinindustrie, dennoch hatte der Ort eine Monostruktur und war von der Granitindustrie wirtschaftlich abhängig. 
Durch das Münchner Abkommen kam Friedeberg im Jahr 1938 zusammen mit dem Sudetenland an Deutschland; im Jahr 1945 gehörte Friedeberg zum Landkreis Freiwaldau im Regierungsbezirk Troppau im Reichsgau Sudetenland des Deutschen Reichs.
Nach des Zweiten Weltkriegs   kam Friedeberg zusammen mit dem Sudetenland wieder an die Tschechoslowakei zurück. Bis zum Juni 1948 wurde die überwiegend deutsche Bevölkerung von der örtlichen tschechoslowakischen Verwaltungsbehörde über Setzdorf und Niklasdorf vertrieben.  Für Friedeberg wurde die Ortsbezeichnung  Žulová eingeführt; die Stadt verlor das Stadtrecht. Seine neuen Bewohner waren Slowaken aus dem von der Sowjetunion annektierten Ostteil der Slowakei und griechische Bürgerkriegsflüchtlinge. 1949 erfolgte die Verstaatlichung der bischöflichen Güteradministration. Während der kommunistischen Herrschaft verfielen große Teile des Stadtzentrums und wurden abgerissen. Die Zweigbahn zu den Steinbrüchen wurde 1974 stillgelegt.
Zwischen 1976 und 1990 war das Dorf Skorošice mit dem Ortsteil Nýznerov nach Žulová eingemeindet. Von 1976 bis 2001 gehörte auch Kobylá nad Vidnavkou zu Žulová. Beides sind heute wieder selbständige Gemeinden. Am 10. Oktober 2006 erhielt Žulová seine Stadtrechte zurück.

## Demographie
| Jahr | Einwohner | Anmerkungen        |
| ---- | --------- | ------------------ |
| 1834 | 0931      | [ 8 ]              |
| 1900 | 1.157     | deutsche Einwohner |
| 1930 | 1.478     | [ 10 ]             |
| 1939 | 1.612     | [ 10 ]             |

Die Stadt Friedeberg hatte  am 22. Mai 1947  892 Bewohner.

## Gemeindegliederung
Die Gemeinde Žulová besteht aus den Ortsteilen Tomíkovice (Domsdorf) und Žulová (Friedeberg), die zugleich auch Katastralbezirke bilden. Grundsiedlungseinheiten sind Starost (Sorge), Tomíkovice, Žlíbek (Schlippengrund) und Žulová. Zu Žulová gehören zudem die Ansiedlungen Andělské Domky (Engelhäuser) und Dolni Dvůr (Niederhof).

## Partnergemeinden
- Zemianske Kostoľany, Slowakei